# 多爾納瓦市鎮
多爾納瓦市鎮是斯洛文尼亞东北部的一個市镇，行政中心為多爾納瓦。2002年人口数量为2,459人。市镇內有一座巴洛克風格的豪宅。